# Hypericum concinnum
Hypericum concinnum é uma espécie de planta com flores conhecida como fio-de-ouro. É da família da erva de São-João, Hypericaceae . É a única espécie da seção Hypericum sect. Concina .
Hypericum concinnum é uma planta pequena e perene com flores amarelas brilhantes. A flor tem pétalas longas que se dobram para trás da flor, com uma mistura de estames e pistilos finos. É endêmico da Califórnia.